# الدوري التشيكوسلوفاكي 1942–43
الدوري التشيكوسلوفاكي 1942–43 هو الموسم 4 منالدوري التشيكوسلوفاكي 1940–41 الدوري التشيكوسلوفاكي ‏. أشرف على تنظيمه اتحاد جمهورية التشيك لكرة القدم، وكان عدد الأندية المشاركة فيه 12، وفاز فيه سلافيا براغ.